# The Simpsons Theme
The Simpsons Theme, anche chiamato The Simpsons Main Title Theme nei dischi, è un tema strumentale composto da Danny Elfman nel 1989, sigla musicale de I Simpson. Viene utilizzato nell'apertura di tutti gli episodi del cartone animato. Il tema è stato composto da Elfman in due giorni, ed è citato come il più celebre lavoro dell'autore. Il tema è stato riarrangiato nella seconda stagione, mentre l'attuale arrangiamento ad opera di Alf Clausen è stato introdotto all'inizio della terza serie. È stato inoltre edito numerose volte in modo da coincidere con le varie lunghezze differenti della sequenza introduttiva de I Simpson. Numerose versioni dell'assolo di sassofono, teoricamente suonato da Lisa Simpson sono state realizzate nel corso delle varie stagioni della serie.
Una versione arrangiata in modo leggermente differente viene utilizzato alla fine di ogni episodio, mentre scorrono i titoli di coda. Originariamente, c'erano due versioni principali della sigla di chiusura, con la versione più lunga che si concludeva in una tonalità più bassa. Entrambe le versioni sono state riarrangiate per la terza stagione, ma soltanto la versione più breve è stata utilizzata sino alla quarta stagione, per poi essere accorciata ulteriormente durante la sesta stagione. La versione alternativa più lunga della sigla finale è stata occasionalmente utilizzata in alcuni episodi successivi alla quarta stagione, ma il più delle volte nelle occasioni in cui non veniva suonata alcuna musica nella prima metà dei titoli finali (nelle occasioni in cui o continuavano i dialoghi, o veniva mostrata qualche altra sequenza nella prima parte dei titoli finali).
Il tema ha vinto il National Music Award come "Favorite TV Theme" nel 2002, ed ha vinto il BMI TV Music Award nel 1996, 1998 e 2003. Nel 1990, il tema è stato candidato agli Emmy nella categoria "Miglior tema musicale".

## Cover dei Green Day
Nel 2007 i Green Day hanno registrato una cover della sigla del cartone animato I Simpson.
I tre componenti del gruppo, con la loro cover sono apparsi in I Simpson - Il film in versione animata facendo una breve apparizione. 

### Formazione
- Billie Joe Armstrong - voce e chitarra
- Mike Dirnt - basso e voce
- Tré Cool - batteria

### Classifiche
| Classifica (2007) | Posizione massima |
| ----------------- | ----------------- |
| Canada            | 61                |
| Irlanda           | 15                |
| Regno Unito       | 19                |
| Stati Uniti       | 106               |
| Svezia            | 34                |